# ملال (فومن)
ملال ، روستایی از توابع بخش سردار جنگل شهرستان فومن در استان گیلان ایران است.

## جمعیت
این روستا در دهستان سردارجنگل قرار دارد و براساس سرشماری مرکز آمار ایران در سال ۱۳۸۵، جمعیت آن زیر سه خانوار بوده‌است.